# Битва за Куа Вьет
Битва за Куа Вьет — сражение армий Южного Вьетнама и США против армии Северного Вьетнама за стратегически важную базу Куа Вьет на берегу одноимённой реки. Сражение сопровождалось массовыми танковыми столкновениями.

## Предшествующие события
В конце октября 1972 армия Южного Вьетнама начала совершать первые попытки отбить у северян порт, потерянный в ходе «Пасхального наступления». К концу года за два с половиной месяца наступления все попытки дойти до Куа Вьет оказались тщетны, к этому времени до реки южанам ещё оставалось 5 километров.

## Ход боя
Очередное наступление АЮВ на Куа Вьет было запланировано на конец января 1973 года, во главе наступления предполагалась использовать заново перевооружённую американскими танками 1-ю бронетанковую бригаду (бригада была практически в полном составе уничтожена в ходе предыдущих весенних боёв).
26 января 1973 года 1-я южновьетнамская танковая бригада в составе около 130 танков M41 «Уокер Бульдог» (17-я и 18-я роты), M48 «Паттон» (20-й батальон) и бронетранспортёров M113 при поддержке авиации ЮВ и США, начала наступление на удерживаемую северянами морскую базу. Северовьетнамские позиции в порту оборонялись 1 танком ПТ-76, 2 БТР Тип-63 с установками ПТРК «Малютка» и 2 БТР-50 с 23-мм пушками, позже их усилили 2 БТР-50 и 1 танк Т-54 203-го полка.
Южане наступали в составе двух колонн, при этом не проведя разведки местности. В результате северовьетнамская бронетехника и пехота с РПГ расстреляла с фланга наступавших. Хотя южанам и удалось разбить засаду (у северян уцелел лишь один Т-54 и один Тип-63), их собственные потери составили 29 бронемашин (18 бронемашин уничтожено, 6 танков и 5 БТР брошено исправными). Танк ПТ-76 (б/н 704), перед тем как быть уничтоженным, успел уничтожить 5 и подбить 2 танка противника. Это единственный известный случай танкиста-аса на танке ПТ-76.
Авиация, прикрывавшая наступление потеряла по меньшей мере два самолёта сбитыми - один F-4 «Фантом» и один OV-10 «Бронко».
30 января при попытке деблокировать попавшие в ловушку южновьетнамские войска возле порта был потоплен десантный корабль южновьетнамского флота, за 28-31 января южане потеряли ещё 20 танков и бронемашин.